# رامين قولوزاده
رامين قولوزاده (بالأذرية: Ramin Quluzadə) – وزير النقل والاتصالات والتقنيات العالية في جمهورية أذربيجان منذ 2017 حتى 2021.

## حياته وتعليمه
ولد رامين قولوزاده في مدينة باكو عام 1977.
تلقى تعليمه في المدرسة الثانوية رقم 167 في منطقة ياسامال وإلتحق  بجامعة أذربيجان الحكومية للاقتصاد وتخرج منها في 1977 بدرجة البكالوريوسو حصل الدرجة الماجستير في 1999يتجيد الروسية والإنجليزية.

## نشأته في العمل
بين 2005-2015 عمل رامين قولوزاده في مؤسسة حيدر علييف.
في 2015 تم التعيين رامين قولوزاده النائب الأول لوزيرالنقل والاتصالات والتقنيات العالية في جمهورية أذربيجان.
في 13 فبراير عام 2017 تم التعيين وزير النقل والاتصالات والتقنيات العالية في جمهورية أذربيجان بموجب القرار لرئيس جمهورية أذربيحان إلهام علييف. حصل رامين قولوزاده بوسام «التقدم» حسب نشاطه الفعال في حماية وتعزيز تراث حيدر علييف بموجب رئيس جمهورية أذربيجان في 2014.